# Notioprogonia
De Notioprogonia zijn een onderorde van uitgestorven zoogdieren uit het Paleoceen en Eoceen. De onderorde omvat twee families, Henricosborniidae en Notostylopidae.

## Kenmerken
Deze onderorde telt de oudste leden uit de orde der Notoungulata (Zuid-Amerikaanse hoefdieren). Net als de vroege vertegenwoordigers van de andere onderorden Typotheria, Hegetotheria en Toxodonta hadden ze een aantal primitieve kenmerken. Ze waren herbivoren, misschien waren sommige soorten omnivoor. De afmetingen varieerden tussen klein en middelgroot. De Notoprogonia stierven ongeveer 45 miljoen jaar geleden uit.

## Gebitskenmerken.
- Het complete gebit bevatte 44 elementen.
- Hun kiezen waren nauwelijks gespecialiseerd en hadden lage kronen.
- Het gebit bevatte geen of een klein diasteem.